# Kristján Eldjárn
Kristján Þórarinsson Eldjárn (ur. 6 grudnia 1916 w Tjörn í Svarfaðardal, zm. 14 września 1982 w Cleveland) – islandzki archeolog i polityk, od 1947 do 1968 dyrektor Narodowego Muzeum Islandii, prezydent Islandii w latach 1968–1980.

## Życiorys
W latach 1936–1939 studiował archeologię na Uniwersytecie Kopenhaskim. W 1944 uzyskał magisterium z filologii islandzkiej na Uniwersytecie Islandzkim. Doktoryzował się na tej samej uczelni w 1957. Pracował jako nauczyciel, a od 1945 jako kurator w Narodowym Muzeum Islandii. W 1947 objął stanowisko dyrektora tej placówki. Był autorem publikacji książkowych i artykułów naukowych poświęconych archeologii.
W 1968 wystartował w wyborach prezydenckich, pokonując w głosowaniu Gunnara Thoroddsena. Kolejne kadencje rozpoczynał w 1972 i 1976 (reelekcję uzyskiwał przy braku konkurentów). Urząd prezydenta sprawował do 1980.
Jego żoną była Halldóra Eldjárn, z którą zawarł związek małżeński w 1957. Miał czworo dzieci. Zmarł w 1982 w Cleveland, gdzie był leczony z powodu choroby serca.
Z urzędu jako prezydent otrzymał Order Sokoła Islandzkiego I klasy.